# Berliet GDE
Die Typenbezeichnung Berliet GDE wurde zweimal für ein Kraftfahrzeug vergeben, wobei beide Typen – außer der Tatsache, dass sie vom französischen Kraftfahrzeughersteller Berliet in Lyon hergestellt wurden – nichts miteinander gemeinsam hatten.

## Berliet GDE (Armée)
Der Typ wurde im Jahr 1924 gebaut. Der Vierzylinder-Ottomotor des Typs Z17 hatte eine Bohrung von 100 und einen Hub von 140 mm, woraus sich ein Hubraum von 4398 cm³ errechnet. Steuerlich war das Fahrzeug mit 18 CV eingestuft, seine effektive Leistung, die bei 1300/min abgegeben wurde, ist – damaliger Praxis in Frankreich folgend – nicht angegeben.
Das Getriebe hatte vier Vorwärtsgänge und einen Rückwärtsgang. Das Chassis ohne Aufbauten wog 1250 kg, das zulässige Gesamtgewicht betrug 4500 kg. Der Radstand betrug 3408 mm, die Spur vorne 1532 und hinten 1610 mm. Das Fahrzeug war 5,30 m lang und 1,63 m breit. Der Tank fasste 82 Liter, die Höchstgeschwindigkeit lag bei 35 km/h.
Aus der Zusatzbezeichnung „(Armee)“ ergibt sich, dass das Fahrzeug speziell für das Militär konstruiert wurde. Vauvillier, „Tous les Berliet militaires 1914-1940“ erwähnt dieses Fahrzeugs indessen nicht: Daraus ist zu schließen, dass eine größere Stückzahl – warum auch immer – nicht gebaut wurde, stattdessen es bei einem Prototyp blieb. Daher sprach auch nichts dagegen, die Typenbezeichnung später ein zweites Mal zu vergeben, ohne Verwechselungen befürchten zu müssen.

## Berliet GDE (1934)
Der Berliet GDE von 1934 hatte ein höchstzulässiges Gesamtgewicht von 15 Tonnen. Zieht man davon ein Fahrzeuggewicht von etwa 8 Tonnen ab, so verbleibt eine Nutzlast von etwa 7 Tonnen. Es gab drei Radstände: 4610 mm, 5310 mm und 6250 mm. Die Spur vorne maß 1920 mm, hinten 1826 mm. Die Fahrzeuge waren 2420 mm breit und wahlweise 6890, 8090 oder 9690 mm lang (je nach Radstand). Der Typ wurde relativ kurz, nämlich nur 1934 bis 1935 gebaut. Es gab das Fahrzeug mit den folgenden vier Motorvarianten, alles Dieselmotoren:
- GDE7: Motor Typ MDB: 4 Zylinder, 120 mm Bohrung, 160 mm Hub, 7238 cm³, 19 Steuer-CV, 70 effektive PS bei 1400/min: allgemeine Betriebserlaubnis März 1934, 9 Stück 1934[1].
- GDE10: Motor Typ MDE: 6 Zylinder, 120 mm Bohrung, 160 mm Hub, 10.857 cm³, 29 Steuer-CV, 100 effektive PS bei 1600/min: allgemeine Betriebserlaubnis Februar 1934, 40 Stück 1934, 25 Stück 1935[2], die meistgebaute Variante.
- GDE12: Motor Typ MDH: 6 Zylinder, 130 mm Bohrung, 160 mm Hub, 12.742 cm³, 34 Steuer-CV, 105 effektive PS bei 1600/min: allgemeine Betriebserlaubnis März 1934, 21 Stück 1934[3].
- GDE14: Motor Typ MDK: 6 Zylinder, 130 mm Bohrung, 180 mm Hub, 14.335 cm³, 38 Steuer-CV, 115 effektive PS bei 1400/min: allgemeine Betriebserlaubnis März 1934, 3 Stück 1934, 1 Stück 1935[4].

### Originalquellen
Eine Publikation, in der alle vor 1945 gebauten Berliet-Typen individuell abgehandelt wären, gibt es nicht. Neben der unten erwähnten Literatur wurde auf folgende in der Fondation Berliet verwahrte Originalunterlagen zurückgegriffen:
- „Fiches des Mines“: Es handelt sich um die Unterlagen zur Erteilung einer allgemeinen Betriebserlaubnis, hierfür ist in Frankreich der "Inspecteur des mines" sachlich zuständig. Diese Unterlagen sind chronologisch geordnet und nummeriert. Nicht zu jedem Typ bzw. Variante gibt es entsprechende Unterlagen, teils, weil sie wohl als Untervarianten eines Typs verstanden wurden, für den eine gesonderte Erlaubnis nicht erforderlich war, teils wohl, weil diese Unterlagen im Laufe der letzten 100 Jahre verlorengegangen sind. Bei Militärtypen gibt es Hinweise, dass eine Betriebserlaubnis direkt durch militärische Dienststellen erfolgte, was entsprechende "fiches des mines" überflüssig machte. Die Quellenbezeichnung lautet: "Fiches No...."
- „Etat des véhicules utilitaires et autobus declares aux mines depuis 1920“, eine 15-seitige Zusammenstellung vom 1. Dezember 1941, enthält insbesondere die reservierten Chassisnummernbänder, die jedoch vielfach nicht vollständig ausgeschöpft wurden, einige Typen bzw. Varianten werden nicht erwähnt, Quellenbezeichnung lautet: "Etat S..."
- „Nombre de véhicules construits de 1930 à 1942“, siebenseitige Zusammenstellung der zwischen 1930 und 1942 gebauten Stückzahlen an Nutzfahrzeugen, erstellt wohl 1943, erste Seite teilweise irreparabel verderbt, teilweise werden mehrere Typen bzw. Varianten zusammengefasst, Quellenbezeichnung lautet: "Nombre S...."

### Sonstige Literatur
- Monique Chapelle: Berliet. 1. Auflage. EMCE, Saint-Chamond 2016, ISBN 978-2-35740-049-8.
- Christophe Puvilland: Berliet 1905–1978, toute la gamme omnibus, autocars, autobus et trolleybus. 1. Auflage. histoire&collections, Paris 2008, ISBN 978-2-35250-059-9.
- François Vauvillier: Tous les Berliet militaires 1914–1940, vol.1: les camions. histoire&collections, Paris 2019, ISBN 978-2-35250-496-2.